# トラーナ
トラーナ（伊: Trana）は、イタリア共和国ピエモンテ州トリノ県にある、人口約3,800人の基礎自治体（コムーネ）。

## 地理

### 位置・広がり

#### 隣接コムーネ
隣接するコムーネは以下の通り。
- アヴィリアーナ
- クミアーナ
- ジャヴェーノ
- ピョッサスコ
- レアーノ
- サンガーノ

## 行政

### 分離集落
トラーナには、以下の分離集落（フラツィオーネ）がある。
- Belvedere, Biellese, Colombé, Cordero, Durando, Galletto, Moranda, Pianca, Pratovigero, San Bernardino, San Giovanni, Udritto, Cascina Usseglio